# Berylmys manipulus
Berylmys manipulus  (Thomas, 1916) è un roditore della famiglia dei Muridi, diffuso in India, Cina, e Indocina.

## Descrizione

### Dimensioni
Roditore di medie dimensioni, con lunghezza della testa e del corpo tra 135 e 185 mm, la lunghezza della coda tra 140 e 187 mm, la lunghezza del piede tra 33 e 40 mm e la lunghezza delle orecchie tra 23 e 25 mm.

### Aspetto
La pelliccia è liscia e rigida. Le parti superiori sono color acciaio, le parti ventrali sono bianche. La linea di demarcazione lungo i fianchi è netta. Il dorso delle zampe è bianco. La coda è lunga quanto la testa e il corpo, uniformemente marrone scuro, talvolta la parte inferiore più chiara, con la metà terminale bianca. Le femmine hanno un paio di mammelle pettorali, un paio post-ascellari e due paia inguinali.

## Biologia

### Comportamento
È una specie terricola. Scava estesi sistemi di cunicoli e tane. 

### Alimentazione
Si nutre di piante, incluse foglie e semi, insetti e altri invertebrati.

## Distribuzione e habitat
Questa specie è diffusa negli Stati indiani dell'Assam, Nagaland, Manipur, Birmania settentrionale e centrale e nella provincia cinese dello Yunnan.
Vive in foreste pluviali sempreverdi, querceti, vegetazioni lungo i fiumi e in foreste sub-tropicali montane, praterie e boscaglie d'alta montagna.

## Conservazione
La IUCN Red List, considerato che non ci sono informazioni recenti sull'areale e lo stato della popolazione, classifica M.manipulus come specie con dati insufficienti (DD).